# Československá hokejová liga 1980/1981
38. ročník Československé hokejové ligy 1980/81 se hrál pod názvem I. liga.

## Herní systém
12 účastníků hrálo v jedné skupině čtyřkolově systémem každý s každým. V této sezóně neplatily nerozhodné výsledky. Pokud skončilo utkání po 60 minutách nerozhodně, prodlužovalo se o 10 minut s pravidlem náhlé smrti. Pokud v prodloužení žádné mužstvo nevstřelilo gól, rozhodoval se zápas v trestných stříleních. Vítěz získal 2 body (bez ohledu na způsob, jakým vítězství dosáhl), poražený 0 bodů.
Poslední mužstvo sestupovalo přímo do příslušné I. národní hokejové ligy.

## Pořadí
| Poř. | Tým                        | Zápasy | Výhry | Vp | Pp | Porážky | Skóre   | Body |
| ---- | -------------------------- | ------ | ----- | -- | -- | ------- | ------- | ---- |
| 1.   | TJ Vítkovice               | 44     | 27    | 7  | 1  | 9       | 211:148 | 68   |
| 2.   | TJ Motor České Budějovice  | 44     | 30    | 3  | 1  | 10      | 193:119 | 66   |
| 3.   | TJ Poldi SONP Kladno       | 44     | 25    | 4  | 1  | 14      | 164:124 | 58   |
| 4.   | TJ Dukla Jihlava           | 44     | 23    | 3  | 3  | 15      | 177:131 | 52   |
| 5.   | TJ CHZ Litvínov            | 44     | 19    | 6  | 1  | 18      | 170:173 | 50   |
| 6.   | TJ Dukla Trenčín           | 44     | 18    | 2  | 1  | 23      | 158:181 | 40   |
| 7.   | TJ Tesla Pardubice         | 44     | 17    | 2  | 3  | 22      | 169:190 | 38   |
| 8.   | TJ Sparta ČKD Praha        | 44     | 16    | 2  | 3  | 23      | 155:178 | 36   |
| 9.   | TJ VSŽ Košice              | 44     | 17    | 0  | 4  | 23      | 176:199 | 34   |
| 10.  | TJ Gottwaldov              | 44     | 15    | 0  | 1  | 28      | 125:161 | 30   |
| 11.  | TJ Škoda Plzeň             | 44     | 12    | 2  | 3  | 27      | 121:172 | 28   |
| 12.  | TJ Slovan CHZJD Bratislava | 44     | 14    | 0  | 9  | 21      | 155:198 | 28   |

## Nejlepší střelec
Jiří Lála (TJ Dukla Jihlava) - 40 gólů

## Zajímavosti
- 31 utkání se prodlužovalo, 21 z nich se rozhodlo v prodloužení, zbylých 10 po trestných stříleních.
- Nejúspěšnější v prodloužení byla mužstva TJ Vítkovice (7 vítězství z 8 prodloužení) a TJ CHZ Litvínov (6 vítězství). Nejméně úspěšným mužstvem v prodloužení byl TJ Slovan CHZJD Bratislava (hrál prodloužení 9x a vždy prohrál).[1][2]
- V novinách se objevily tabulky spočítané tak, jako kdyby se i nadále hrálo na remízy. V tom případě by mistrem byl TJ Motor České Budějovice, mistr TJ Vítkovice by obsadil 2. místo a TJ Slovan CHZJD Bratislava by nesestoupil.[3]

## Soupisky mužstev

### TJ Vítkovice
Luděk Brož (10/2,10/-/-/-),
Jaromír Šindel (41/3,26/92,6/-/-) -
Karel Dvořák (43/3/7/22),
Milan Figala (42/2/10/44),
Ivan Horák (27/1/2/22),
Vladimír Kadlec (7/0/0/8),
Jaroslav Lyčka (44/6/10/22),
Milan Mokroš (25/3/7/18),
Pavel Stankovič (39/2/4/18),
Milan Šumichrast (16/0/2/8) -
František Černík (43/25/26/40),
Miroslav Fryčer (34/33/24/26),
Miloš Holaň (44/17/19/6),
Bohumil Kacíř (40/8/10/24),
Lumír Kotala (1/0/0/0),
Miloš Krayzel (29/6/11/4),
Radoslav Kuřidým (43/25/11/40),
Zbyněk Neuvirth (44/22/21/10),
Pavel Prorok (24/3/7/10),
Miloš Říha (43/9/33/13),
Vladimír Stránský (29/5/9/6),
Ladislav Svozil (41/16/38/30),
Miroslav Venkrbec (9/0/0/2),
Jaroslav Vlk (38/25/27/16),
Ľubomír Zábojník (2/0/0/0)

### TJ Motor České Budějovice
Ladislav Gula (43/2,57/90,4/-/-),
Vladimír Plánička (4/-/-/-/-) -
Miroslav Dvořák (44/8/27/38),
Petr Míšek (44/10/12/10),
František Joun (44/2/19/31),
Jaroslav Kočer (44/1/8/8),
Ladislav Kolda (42/7/13/40),
Josef Novák (3/0/0/0),
Jan Podlaha (33/1/5/10) -
Josef Anderle (7/0/0/0),
Roman Božek (5/2/0/4),
Vladimír Caldr (39/15/20/18),
František Čech (44/26/12/14),
Petr Hubáček (25/2/7/4),
Jan Klabouch (39/14/10/21),
Jaroslav Korbela (44/13/18/51),
Norbert Král (41/20/30/16),
Jaroslav Liška (7/0/0/4),
Václav Mařík (31/12/13/10),
Jaroslav Mec (44/18/24/14),
Jaroslav Pouzar (42/29/23/45),
Jan Tlačil (44/7/12/24)

### TJ Poldi SONP Kladno
Milan Kolísek (26/2,85/91/1/-/-),
Miroslav Krása (23/2,67/90,1/-/-) -
Bohumil Čermák (44/8/8/30),
Miloslav Hořava (44/19/21/32),
František Kaberle (10/0/6/6),
Petr Kasík (16/0/0/2),
Jan Neliba (44/7/8/52),
Otakar Vejvoda (39/5/2/16),
František Větrovec (40/3/6/40),
Jaroslav Vinš (43/4/20/28) -
Lubomír Bauer (40/12/8/32),
Jiří Dudáček (32/12/14/8),
Milan Eberle (41/6/3/14),
Petr Fiala (44/7/9/10),
Libor Martínek (34/3/4/14),
Zdeněk Müller (44/10/16/6),
Jan Novotný (37/12/13/4),
Milan Nový (44/32/39/12),
Arnošt Reckziegel (38/9/7/16),
Milan Skrbek (30/5/4/4),
Václav Sýkora (2/1/1/0),
Antonín Vosyka (8/0/1/0),
Alexander Vrňák (29/9/4/14),
Ladislav Vysušil (10/0/1/0)

### TJ Dukla Jihlava
Jiří Králík (33/-/-/2),
Pavel Kurfürst (10/-/-/0),
Jiří Steklík (3/-/-/0) -
Petr Adamík (43/4/17/36),
Karel Horáček (41/3/9/10),
Jaroslav Horský (1/0/0/0),
Milan Chalupa (41/2/15/34),
Jaroslav Klacl (39/2/10/16),
Josef Konyarik (19/2/2/11),
Miroslav Kořený (44/0/8/20),
Miroslav Majerník (5/0/0/4),
Radoslav Svoboda (26/6/2/12) -
Josef Augusta (27/1/6/10),
Josef Hejna (22/1/3/0),
Pavel Hofírek (1/0/0/0),
Vladimír Jokl (2/0/0/0),
Otta Klapka (43/18/13/47),
Jindřich Kokrment (44/20/41/53),
Miloš Kupec (44/8/17/8),
Jiří Lála (44/40/20/10),
Josef Machala (19/2/2/4),
Antonín Micka (38/9/11/28),
Jindřich Micka (44/12/12/10),
Miloš Novák (43/16/9/24),
Petr Setíkovský (2/0/0/0),
Oldřich Válek (39/14/8/26),
Ján Vodila (38/10/10/18),
František Výborný (20/5/5/4),
Augustin Žák (17/2/2/2)

### TJ CHZ Litvínov
Miroslav Kapoun (43/-/-/12),
Vladimír Šrámek (1/-/-/0) -
Zdeněk Chuchel (36/4/15/29),
Arnold Kadlec (42/16/13/38),
Jordan Karagavrilidis (40/11/5/51),
Jindřich Korph (21/2/5/8),
Milan Prinich (31/0/5/30),
František Procházka (5/0/1/4),
Miroslav Rykl (18/0/1/18),
Eduard Uvíra (38/5/6/28),
Jan Vopat (42/3/4/34) -
Ivan Hlinka (40/21/31/28),
Jaroslav Hübl (40/7/14/37),
Josef Chabroň (42/12/18/21),
Vladimír Jeřábek (13/3/2/6),
Čestmír Kodrle (38/18/13/32),
Vladimír Kýhos (42/12/39/48),
Jan Ludvig (3/0/0/0),
Vladimír Růžička (41/12/13/10),
Karel Svoboda (36/5/15/2),
Jan Tábor (11/2/3/6),
Miloš Tarant (42/16/16/16),
Josef Ulrych (18/5/2/4),
Ondřej Weissmann (43/8/7/16),
Zdeněk Zíma (33/8/1/10)

### TJ Dukla Trenčín
Juraj Hamko (4/3,00/-/-/-),
Ján Herczeg (5/4,00/-/-/-),
Jan Hrabák (39/3,47/90,9/-/-),
František Jelínek (1/5,00/-/-/-) -
Juraj Bakoš (27/2/1/10),
Ernest Bokroš (30/2/6/26),
Jozef Franc (17/0/0/12),
František Hossa (39/5/15/34),
Vladimír Macholda (39/3/5/14),
Antonín Plánovský (39/12/5/62),
Pavel Setíkovský (39/3/1/16),
Peter Slanina (34/9/4/20),
Vladimír Urban (5/0/1/0) -
Libor Bulat (2/0/0/0),
Stanislav Hazlinger (1/0/0/0),
Milan Hovorka (2/0/0/0),
Tomáš Jelínek (34/5/6/18),
Josef Klíma (30/8/3/8),
Jiří Kopecký (44/16/14/10),
Dušan Ludma (24/3/4/12),
Milan Mažgut (43/16/11/25),
Miroslav Miklošovič (38/4/18/18),
Luděk Pelc (30/8/20/18),
Július Penzeš (38/9/14/8),
Alexandr Prát (38/9/9/46),
Viliam Růžička (43/11/12/26),
Bohumil Salajka (39/12/12/19),
Václav Sýkora (32/10/10/6)
Vladimír Vůjtek (43/11/28/4)

### TJ Tesla Pardubice
Milan Kečkeš (31/-/-/0),
Jaroslav Radvanovský (19/-/-/0),
Ivan Šenk (1/-/-/0) -
Vladimír Bezdíček (43/3/14/42),
Milan Klement (39/1/5/26),
Jan Levinský (44/8/21/52),
Milan Machek (15/0/4/2),
František Musil (2/0/0/0),
Pavel Novotný (10/1/3/8),
Jiří Seidl (43/10/10/62),
Pavel Skalický (13/0/2/0) -
Miroslav Bažant (42/6/14/18),
Ladislav Dinis (37/4/12/26),
Libor Dolana (4/3/0/0),
Václav Haňka (15/2/5/2),
Jiří Jiroutek (3/1/2/0),
Milan Koďousek (44/17/15/26),
Ludvík Kopecký (2/0/0/0),
Vladimír Martinec (39/21/22/26),
Jiří Novák (32/20/21/28),
Josef Slavík (40/13/19/22),
Jiří Šejba (28/14/4/14),
Bohuslav Šťastný (41/15/20/31),
Leoš Šťastný (28/4/3/10),
Milan Topol (13/0/2/6),
Vladimír Veith (43/16/11/8),
Jan Velinský (40/10/5/30),
František Volný (4/0/2/2)

### TJ Sparta ČKD Praha
Jiří Hamal (16/-/-/2),
Vladislav Honc (24/-/-/2),
Miroslav Termer (13/-/-/0) -
Jiří Bubla (40/4/16/14),
Stanislav Hajdušek (44/15/13/64),
Zdeněk Hňup (18/0/0/4),
Vladimír Kostka (41/4/7/24),
Miroslav Kuneš (30/1/4/10),
Miroslav Souček (3/0/0/2),
František Tikal (18/0/2/12),
Vladislav Vlček (42/7/8/18),
Jan Zajíček (33/7/4/44) -
Petr Bílek (1/0/0/0),
Milan Černý (5/2/1/0),
Karel Holý (40/8/15/32),
Václav Honc (38/9/13/14),
Jiří Hrdina (42/14/20/64),
Peter Ihnačák (44/23/22/42),
Jiří Jána (31/3/3/26),
Miroslav Kasík (36/7/6/10),
Vladimír Langr (14/0/0/6),
Karel Najman (36/7/7/14),
Tomáš Netík (37/16/9/18),
Jiří Nikl (28/7/9/22),
Zdeněk Pavelka (10/2/2/4),
Luboš Pěnička (27/5/11/26),
Pavel Richter (33/12/21/20),
Miroslav Tejral (5/2/0/0)

### TJ VSŽ Košice
Ján Bajtoš (1/-/-/0),
Michal Orenič (30/-/-/4),
Pavol Švárny (26/-/-/0) -
Mojmír Božík (27/1/4/24),
Marián Brúsil (28/0/4/10),
Ján Lojda (33/2/6/20),
Zdeněk Moučka (42/6/13/12),
Marián Repaský (37/4/8/52),
Vladimír Šandrik (40/7/13/25),
Ján Šterbák (38/7/9/30) -
Jaroslav Barochovský (32/9/15/10),
Bedřich Brunclík (40/11/21/40),
Karel Čapek (24/2/2/10),
Ján Faith (39/21/23/41),
Ján Hromjak (26/5/1/10),
Štefan Jabcon (37/11/8/18),
Milan Jančuška (43/17/13/40),
Ivan Jesenský (1/0/0/0),
Pavol Kepic (1/0/0/0),
Igor Liba (43/17/24/20),
Ondrej Lipták (3/0/0/0),
Jozef Lukáč (31/11/17/8),
Vincent Lukáč (35/29/29/12),
Alojz Meluš (4/0/2/0),
Milan Staš (27/4/5/8),
Vladimír Svitek (43/12/12/30) -

### TJ Gottwaldov
Pavel Pertl (3/-/-/0),
Ivan Podešva (43/-/-/10) -
Zdeněk Albrecht (39/1/6/20),
Jaromír Hanačík (1/0/0/0),
Gilbert Karolák (17/1/1/14),
Miroslav Michalovský (43/7/11/30),
Jaroslav Mokrohajský (4/1/0/0),
Miloslav Sedlák (44/9/4/14),
Antonín Stavjaňa (41/1/3/14),
Zdeněk Venera (43/2/6/34),
Ladislav Zavrtálek (38/0/1/30) -
Zdeněk Čech (35/3/9/6),
Petr Dočkal (1/0/0/0),
Vladimír Kocián (44/15/7/36),
Petr Leška (44/13/20/24),
Jaroslav Maruška (44/14/15/10),
Eduard Novák (44/14/9/46),
František Pecivál (44/10/16/12),
Jaroslav Stuchlík (6/0/0/0),
Antonín Veselý (8/0/2/2),
Rostislav Vlach (43/14/20/43),
Jiří Vodák (43/10/11/14),
Dušan Vojáček (43/10/9/34)

### TJ Škoda Plzeň
František Bodlák (16/-/-/7),
Václav Fürbacher (3/-/-/0),
Jiří Svoboda (44/-/-/4) -
Vladimír Baďouček (27/1/3/28),
Vladimír Bednář (31/0/3/40),
Jaroslav Hraběta (29/0/2/24),
Milan Kajkl (42/5/11/18),
Jiří Neubauer (40/2/2/34),
Miroslav Pecka (19/0/1/4),
Jaroslav Rosický (29/2/0/8),
Jaroslav Špiler (22/0/1/14),
Ervín Tatek (22/0/2/14),
Milan Vágner (16/0/0/8) -
František Černý (44/17/24/26),
Bohuslav Ebermann (38/14/16/33),
Jaroslav Hauer (34/4/8/4),
Pavel Huml (37/6/12/8),
Jiří Koreis (4/0/1/4),
Milan Kraft (42/15/11/24),
Jaroslav Linhart (17/4/1/12),
Josef Metlička (10/1/0/0),
Vladimír Palaščák (27/2/4/8),
Zdeněk Pata (40/13/12/22),
Pavel Prokeš (31/3/5/12),
Milan Razým (33/14/8/8),
Zdeněk Schejbal (30/4/3/20),
Josef Táflík (38/7/7/12),
Vladimír Vimr (32/4/5/6),
Petr Vrabec (12/3/4/4)

### TJ Slovan CHZJD Bratislava
Pavol Norovský (5/-/-/-/-),
Marcel Sakáč (42/4,25/87,7/-/-) -
Jozef Bukovinský (43/4/13/6),
Ivan Černý (44/7/12/16),
Vladimír Kiripolský (4/0/2/4),
Róbert Pukalovič (37/3/4/12),
Ľubomír Roháčik (43/4/7/26),
Ľubomír Ujváry (43/3/5/52) -
Marián Bezák (44/11/20/32),
Jozef Danko (35/0/0/8),
Ivan Dornič (41/12/10/10),
Roman Hosťovecký (42/4/3/12),
Jozef Izsó (4/0/0/0),
Ján Jaško (42/25/17/51),
Jiří Kodet (42/4/5/4),
Karol Morávek (35/7/6/14),
Dušan Pašek (34/22/10/12),
Ľubomír Pokovič (41/13/9/22),
Dárius Rusnák (44/32/26/54),
Roman Úlehla (39/4/2/10)
Poznámky:
- údaje v závorce za jménem (počet utkání/góly/asistence/trestné minuty), u brankářů (počet utkání/průměr na zápas/vychytané nuly/trestné minuty)

## Rozhodčí

### Hlavní
- Jiří Adam
- Alexander Aubrecht
- Milan Barnet
- Jan Budinský
- Josef Furmánek
- Stanislav Gottwald
- Milan Jirka
- Libor Jursa
- Milan Kokš
- Bohumil Kolář
- Juraj Okoličány
- Aleš Pražák
- Karel Říha
- Vladimír Šubrt
- Ivan Šutka

### Čároví
- Ivan Beneš -  Miloš Grúň
- Jiří Šrom -  Ivan Koval
- Jiří Brunclík -  Václav Les
- Jaroslav Bulant -  Stašek Moravec
- Slavomír Caban -  Jozef Kriška
- Vlastislav Horák -  František Němec
- Luděk Exner -  Jan Tatíček
- Jiří Lípa -  Miroslav Průcha
- Luděk Matěj -  Miroslav Lipina
- Ján Mikušík -  Jozef Nemec
- Mojmír Šatava -  Vítězslav Vala
- Zdeněk Bouška -  Jindřich Simandl
- Jozef Vrábel -  Jozef Zavarský
- Milan Mišura -  Drahoš Vyšný

## Kvalifikace o I. ligu
- Zetor Brno - PS Poprad 3:2 na zápasy (3:1, 2:3, 3:4, 5:2, 4:3)
Rozhodující utkání se hrálo na neutrálním hřišti v Ostravě.